# Mazarefes
Mazarefes ist ein Ort und eine ehemalige Gemeinde (Freguesia) im nordportugiesischen Kreis Viana do Castelo der Unterregion Minho-Lima. Die Gemeinde hatte 1354 Einwohner (Stand 30. Juni 2011).
Am 29. September 2013 wurden die Gemeinden Mazarefes und Vila Fria zur neuen Gemeinde União das Freguesias de Mazarefes e Vila Fria zusammengeschlossen. Mazarefes ist Sitz dieser neu gebildeten Gemeinde.